# 페이버-잭슨 관계

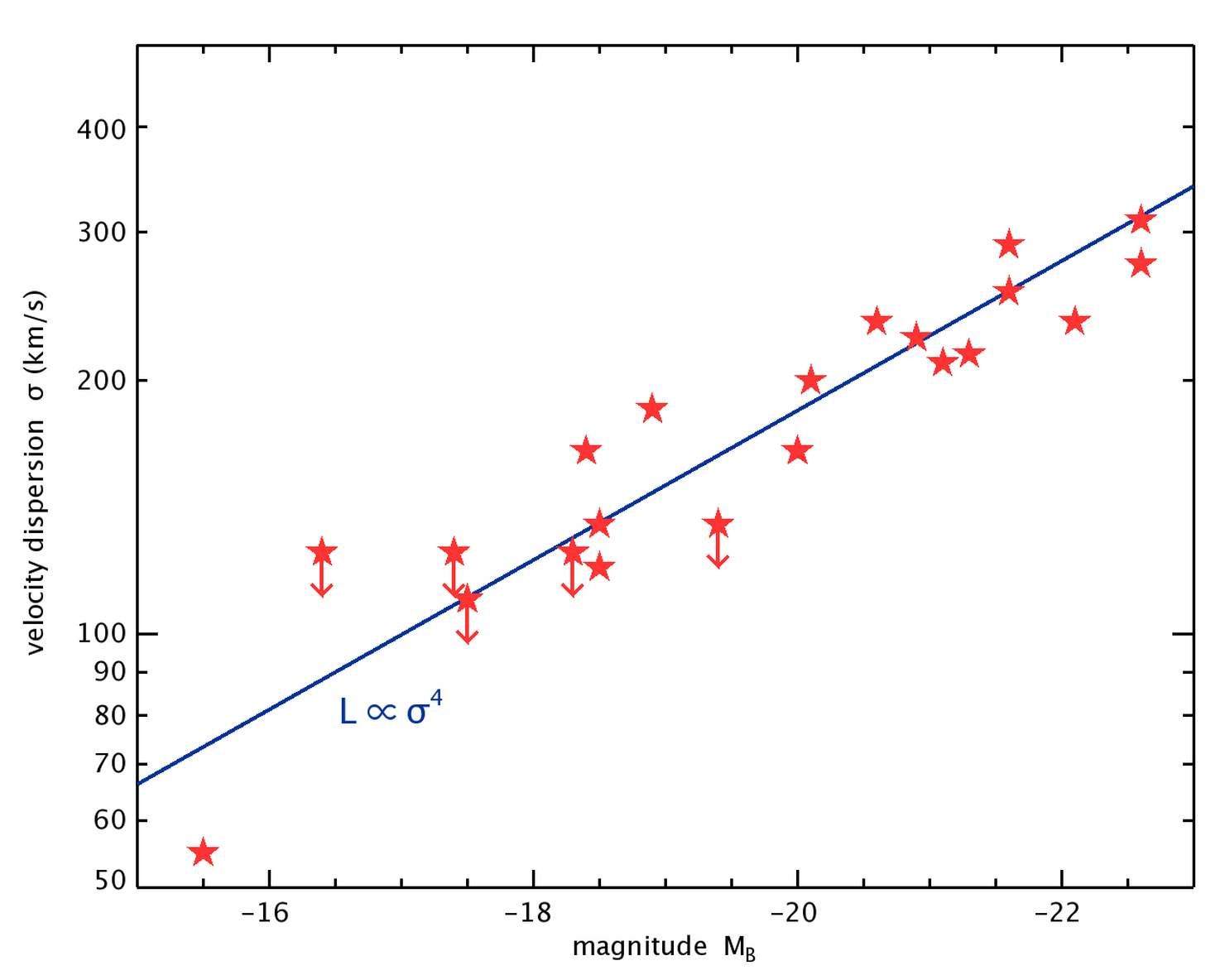
가로축은 절대등급, 세로축은 속도분산.

페이버-잭슨 관계(Faber–Jackson relation)는 타원은하의 광도 {\displaystyle L}과 은하를 이루는 별들의 속도분산 {\displaystyle \sigma } 사이에 성립하는 경험적 멱법칙이다. 1976년 산드라 페이버와 로버트 얼 잭슨이 발견했다. 수학적으로는
{\displaystyle L\propto \sigma ^{\gamma }}
와 같이 표현되고, {\displaystyle \gamma \approx 4}이다. 페이버-잭슨 관계는 타원은하의 기본평면의 정사영이며, 외부은하의 거리를 측정할 때 사용한다.

## 같이 보기
- 툴리-피셔 관계
- 기본평면 (타원은하)
- M-시그마 관계